# Frans Veldman
Frans Veldman (Vlissingen, 6 september 1921 – Oms, 25 januari 2010) was een Nederlands fysiotherapeut. Hij was de grondlegger van de haptonomie.
Veldman werd opgeleid als fysiotherapeut en begon zich vanaf 1942 te verdiepen in de fenomenologie van het voelen. Tijdens de Tweede Wereldoorlog zat Veldman in een trein naar Berlijn die beschoten werd door de geallieerden. Veldman heeft toen een stervende jonge vrouw in de armen genomen, die 'papa' zei en in zijn armen stierf. Veldman was hierdoor zeer aangedaan en identificeerde deze gebeurtenis als het begin van zijn denken over haptonomie. 
In de jaren vijftig introduceerde Veldman in Nederland de psychotonie, een therapievorm ontwikkeld door de Duitser Volkmar Glaser. De samenwerking met Anna Terruwe, een psychiater, was van wezenlijk belang bij de ontwikkeling van zijn gedachten rond haptonomie. Terruwe verwees patienten naar Veldman, die daardoor zijn gedachten kon testen en uitwerken. 
Veldman richtte in 1964 te Nijmegen de Academie voor Haptonomie en Kinesionomie op, die in 1974 te Overasselt werd gevestigd. Tot zijn leerlingen behoorde Ted Troost, die van 1968 tot 1980 in opleiding was. In 1979 deed hij zijn praktijk over aan Troost en Anne Jan van Minnen. Hij bleef als adviseur aan de academie verbonden, tot in 1981 een breuk volgde na een conflict met zijn opvolgers.
In het begin van de jaren 80 kwam Veldman in contact met onderzoekers van de Groupe d'études et de recherche du nouveau-né (GRENN) in Frankrijk, waardoor hij zijn gedachten over het gebruik van haptonomie in de perinatale zorg verder kon uitwerken. Veldman verhuisde naar Frankrijk, waar hij het Centre International de Recherche et de développement de l'Haptonomie (CIRDH) oprichtte, dat tegenwoordig in Parijs is gevestigd. Hij ging door met het ontwikkelen van haptonomie en gebruikte hierbij onder andere de filosofie van Maurice Merleau-Ponty.
Veldman was vrij strikt in het bewaken van zijn leer, wat tot de nodige conflicten leidde met therapeuten en organisaties die haptonomie op een andere wijze inzetten dan zoals hij die had bedacht. In 1989 schreef Frits Abrahams een kritisch stuk in het NRC , waarop Veldman samen met zijn zoon Frans Veldman junior bij de Raad voor de Journalistiek een klacht indienden. De Raad verklaarde de klacht ongegrond.
Veldman overleed op 89-jarige leeftijd in zijn woonplaats Oms na een kort ziekbed en werd gecremeerd. Hij had zeven kinderen. Zijn zoon Frans R. Veldman richtte in 1985 te Overasselt het Wetenschappelijk Instituut voor Haptonomie (W.I.H.) op.